# Platysaurus torquatus
Platysaurus torquatus là một loài thằn lằn trong họ Cordylidae. Loài này được Peters mô tả khoa học đầu tiên năm 1879.